# Seises (juego de cartas)
Los seises es un juego de naipes que se juega con una baraja española de cuarenta cartas. Pueden jugar entre tres y ocho jugadores, aunque es poco habitual que jueguen más de cinco jugadores. Otros juegos muy similares son el cinquillo y el reihe.

## Objetivo del juego
El objetivo del juego es ser el primer jugador en quedarse sin cartas.

## El juego
Para jugar a los seises se reparten todas las cartas. El primero en jugar es el jugador que tiene el seis de oros, quien lo colocará boca arriba sobre la mesa. A continuación juega el jugador de su izquierda. Éste debe colocar junto al seis el siete o el cinco de oros, o bien colocar otro seis boca arriba. Los jugadores van completando los palos desde el seis colocando las cartas hacia arriba y hacia abajo. Cuando un jugador no puede colocar ninguna carta pasa turno y juega el siguiente.

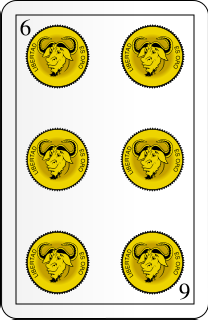
El 6 de oros, carta con la que se inicia el juego.

## Observaciones y estrategias
Las mejores cartas son los seises, que pueden colocarse siempre. Un jugador que tenga un seis en la mano no tendrá que pasar, ya que siempre podrá colocar ese seis si no tiene ninguna otra jugada.
Otras cartas buenas son las más cercanas a los seises, es decir, los cincos y los sietes. Estas cartas son buenas ya que se colocan rápidamente. Como regla general, siempre es mejor una carta cercana al seis que una lejana. Así, una sota es mejor que un caballo, que a su vez es mejor que un rey. De todas maneras esta regla tiene sus excepciones. Así, si un jugador tuviera en su mano todas las cartas que faltan por colocar hasta uno de los extremos del palo (el rey o el as) tiene asegurado que no se verá obligado a pasar por tantos turnos como cartas tiene. Por ejemplo, si está colocado el cinco de oros como carta más baja y un jugador tiene en su mano el cuatro, el tres, el dos y el as de oros, no se verá obligado a pasar en cuatro turnos.
Se pueden desarrollar diferentes estrategias para ganar el juego:
- Si se tiene un seis de un palo y ninguna carta más de ese palo, se tiene que evitar colocar ese seis a toda costa, siendo preferible hacer cualquier otra jugada antes de colocar ese seis. Así los demás jugadores no podrán colocar las cartas de ese palo, y será más fácil que se vean forzados a pasar.

- La misma regla debe aplicarse a cualquier otra carta. Si uno tiene en su mano el cuatro de un palo y ninguna carta por debajo de cuatro de ese mismo palo, debe evitar ponerlo para evitar que los que tienen el tres, el dos y el as los coloquen.

- Por el contrario, si alguien tiene una carta baja de un palo debe hacer todo lo posible para que le coloquen las demás cartas necesarias para colcar la suya. Así si uno tiene en su mano el as y el seis de bastos, debe sacar el seis en la primera jugada para que le vayan colocando las demás cartas y poder así colocar su as. Hay que recordar que en los seises no está permitido pasar si se tiene posibilidad de poner alguna carta, de modo que un jugador puede verse obligado a sacar o colocar una carta que no desea si no le queda ninguna otra jugada.

## Juego con dinero
Cuando se juega con dinero, se suele poner una contribución inicial por cada partida (por ejemplo, veinte céntimos) y otra cantidad cada vez que se pasa (generalmente, la mitad de la contribución inicial, en nuestro ejemplo, diez céntimos).
De esta manera, al jugar con dinero, es conveniente hacer que los demás pasen el mayor número de veces para conseguir más dinero.